# Lucien Chopard
Lucien Maurice Chopard (Parijs, 30 augustus 1885 - aldaar, 16 november 1971) was een Franse entomoloog, gespecialiseerd in rechtvleugeligen (Orthoptera).
In 1919 werd Chopard benoemd tot correspondent van het Muséum national d'histoire naturelle (MNHN). In 1920 behaalde hij een doctoraat in de wetenschappen aan de faculté des sciences van de Universiteit van Parijs met een proefschrift over sprinkhanen, getiteld Recherches sur la conformation et le développement des derniers segments abdominaux chez les orthoptères. Vanaf 1931 werkte hij in het laboratoire d’entomologie van het MNHN, waar hij verantwoordelijk werd voor het vivarium; nog in hetzelfde jaar werd hij voorzitter van de Société zoologique de France. In 1936 werd hij benoemd tot adjunct-directeur en in 1951 tot curator van de afdeling rechtvleugelige insecten van het MNHN. Als zodanig bleef hij tot aan zijn pensionering in 1955 aan dit museum verbonden. Vijf jaar voor zijn pensionering werd Chopard benoemd tot honorair secretaris-generaal van de Société entomologique de France, van welke organisatie hij sinds 1901 lid was.

## Publicaties (selectie)
- 1922: Faune de France. 3, Orthoptères et dermaptères (Paul Lechevalier, Paris).
- 1929: « Note sur les orthoptères cavernicoles du Tonkin », Bulletin de la Société zoologique de France, LIV : 424-438.
- 1938: La biologie des orthoptères (Paul Lechevalier, Paris).
- 1942: met Jacques Berlioz, Léon Bertin en P. Laurent, Les Migrations animales (Gallimard, Paris).
- 1943: Orthoptéroïdes de l'Afrique du Nord (Larose, Paris).
- 1945: La Vie des sauterelles (Gallimard, Paris).
- 1947: Atlas des aptérygotes et orthoptéroïdes de France (Boubée, Paris).
- 1948: Atlas des libellules de France, Belgique, Suisse (Boubée, Paris).
- 1949: Le Mimétisme, les colorations animales, dissimulation des formes et déguisements, ressemblances mimétiques (Payot, Paris).
- 1951: Faune de France. 56, Orthoptéroïdes (Paul Lechevalier, Paris).
- 1967: Orthopterorum catalogus. Pars 10, Grillides : fam. Gryllidae, subfam. Gryllinae (W. Junk, 's-Gravenhage).

- Bibliothèque nationale de France: cb124366643 (data)
- Gemeinsame Normdatei: 1034444212
- International Standard Name Identifier: 0000 0001 0939 2272
- Library of Congress Control Number: n90717450
- Base Léonore: 19800035/1114/27573
- Nationale Bibliotheek van Tsjechië: mzk2015863009
- Nationale Bibliotheek van Israël: 987007280894405171
- Nederlandse Thesaurus van Auteursnamen: 067903630
- Système universitaire de documentation: 033506493
- Virtual International Authority File: 118560600
- WorldCat: E39PBJyrYppVdCMHyDPVJJkJjC